# Unai Vergara
Unai Vergara Díez-Caballero, ou plus simplement Unai, est un footballeur international espagnol né le 20 janvier 1977, qui jouait au poste de défenseur central. 
Il joue, pendant quatre saisons, un total 74 matchs en première division espagnole, inscrivant 5 buts. Ces matchs sont joués, pour la plupart, avec le club de Villarreal. Le joueur doté d'une puissante frappe de balle, avec son pied gauche, joue également dans cette division avec le club d'Albacete.

## Biographie

### Carrière en club
Après trois saisons jouées dans de modestes clubs en Catalogne, il joue avec le CD Mérida en 1999-2000, qui évolue alors dans la deuxième espagnole. Lors de cette saison, où il réalise de bons matchs, le club d'Extremadure se classe sixième, mais se voit relégué à l'étage inférieur puisque tous les joueurs n'ont pas été payés.
Unai rejoint alors le Villarreal CF, qui vient tout juste de remonter en Liga. Pendant trois saisons, il joue 60 matchs, marquant notamment trois buts lors de sa première saison. Son premier match en première division a lieu le 28 octobre 2000 face à l'Athletic Bilbao. Il joue également trois matchs en Coupe Intertoto avec Villarreal.
Après une série de blessures (pour certaines très sérieuses), Unai est prêté à l'Albacete Balompié. Puis il joue à Elche CF, à l'UE Lleida (deuxième division) et au CF Gavà (en troisième division).
Son bilan en championnat s'élève à 288 matchs joués, pour 23 buts marqués.

### Carrière internationale
Unai Vergara représente l'Espagne lors des Jeux olympiques d'été de 2000. Il joue trois matchs lors du tournoi olympique, contre le Maroc, l'Italie et les États-Unis, et remporte la médaille d'argent. 
Le 28 février 2001, Unai réalise sa seule apparition en équipe d'Espagne, en jouant 90 minutes lors d'un match amical perdu 3-0 face à l'Angleterre à Birmingham,.
Il est le premier joueur de Villarreal à être appelé dans les deux équipes.